# Obozy niemieckie (1933–1945)
Obozy w III Rzeszy – obozy przeznaczone do przetrzymywania (w niektórych przypadkach także uśmiercania) osób, kierowane przez SA (później również SS, Gestapo lub Wehrmacht). Tworzone w latach 1933–1945 przez władze Rzeszy Niemieckiej. Obozy te, w liczbie przynajmniej 12 tysięcy, umiejscowione były na terytorium własnym Niemiec oraz na ziemiach państw okupowanych.

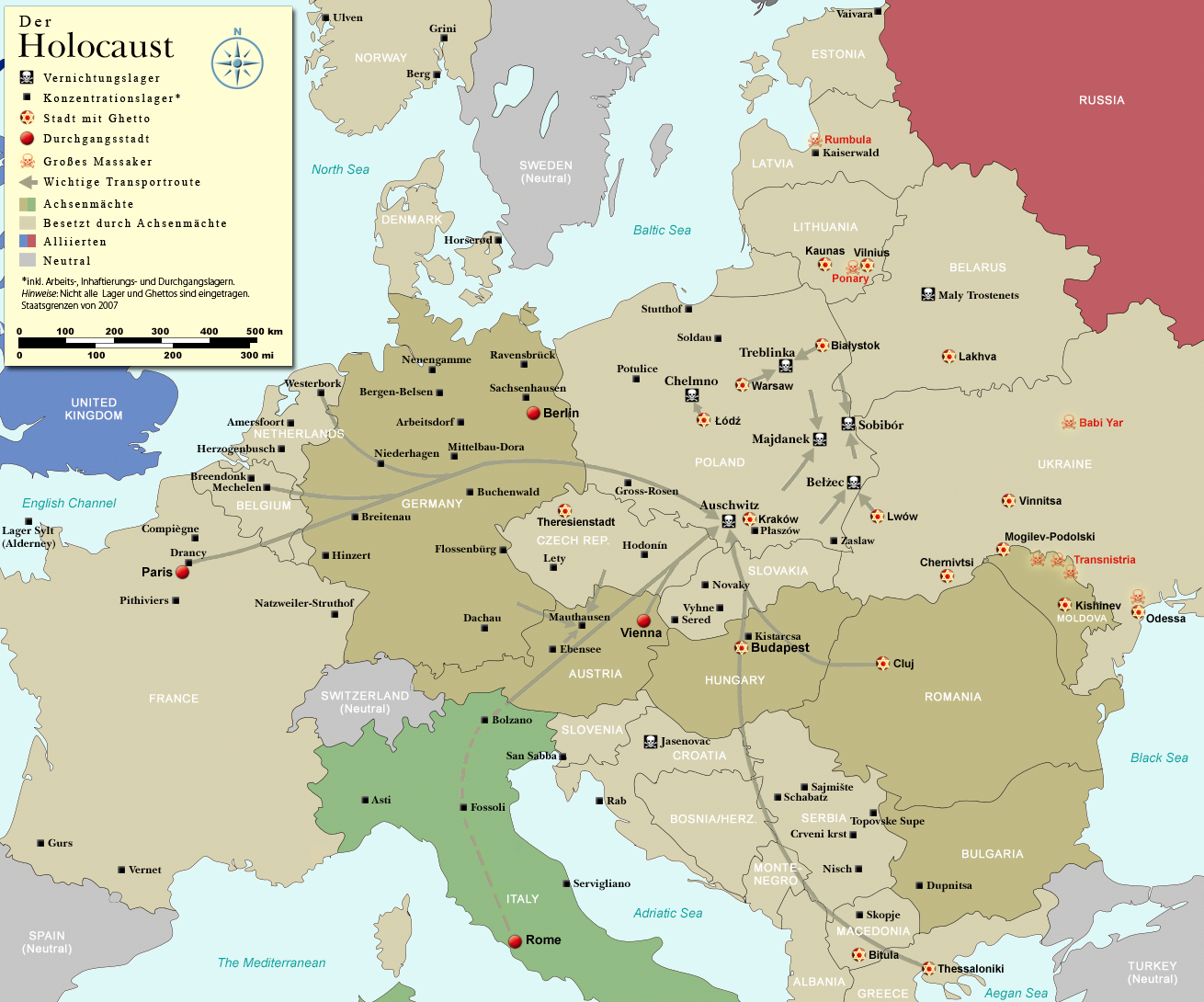
Niemieckie obozy koncentracyjne znajdowały się na terenie wielu obecnych państw europejskich: Polski, Niemiec, Austrii, Czech, Słowacji, Francji, Danii, Belgii, Holandii, Włoch, Łotwy, Estonii, Norwegii, Węgier, Serbii, Chorwacji, Słowenii, Bułgarii i Macedonii

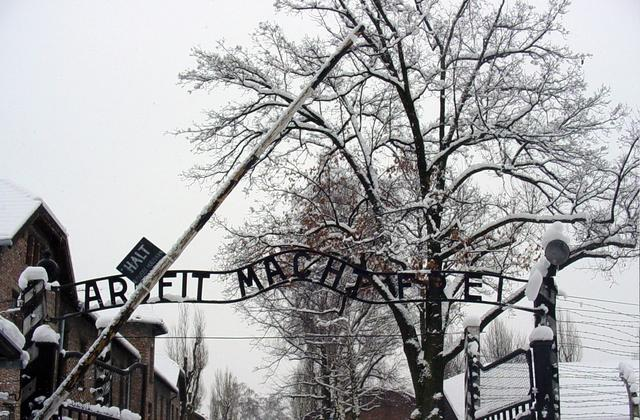
Brama wejściowa do Auschwitz z napisem Arbeit macht frei

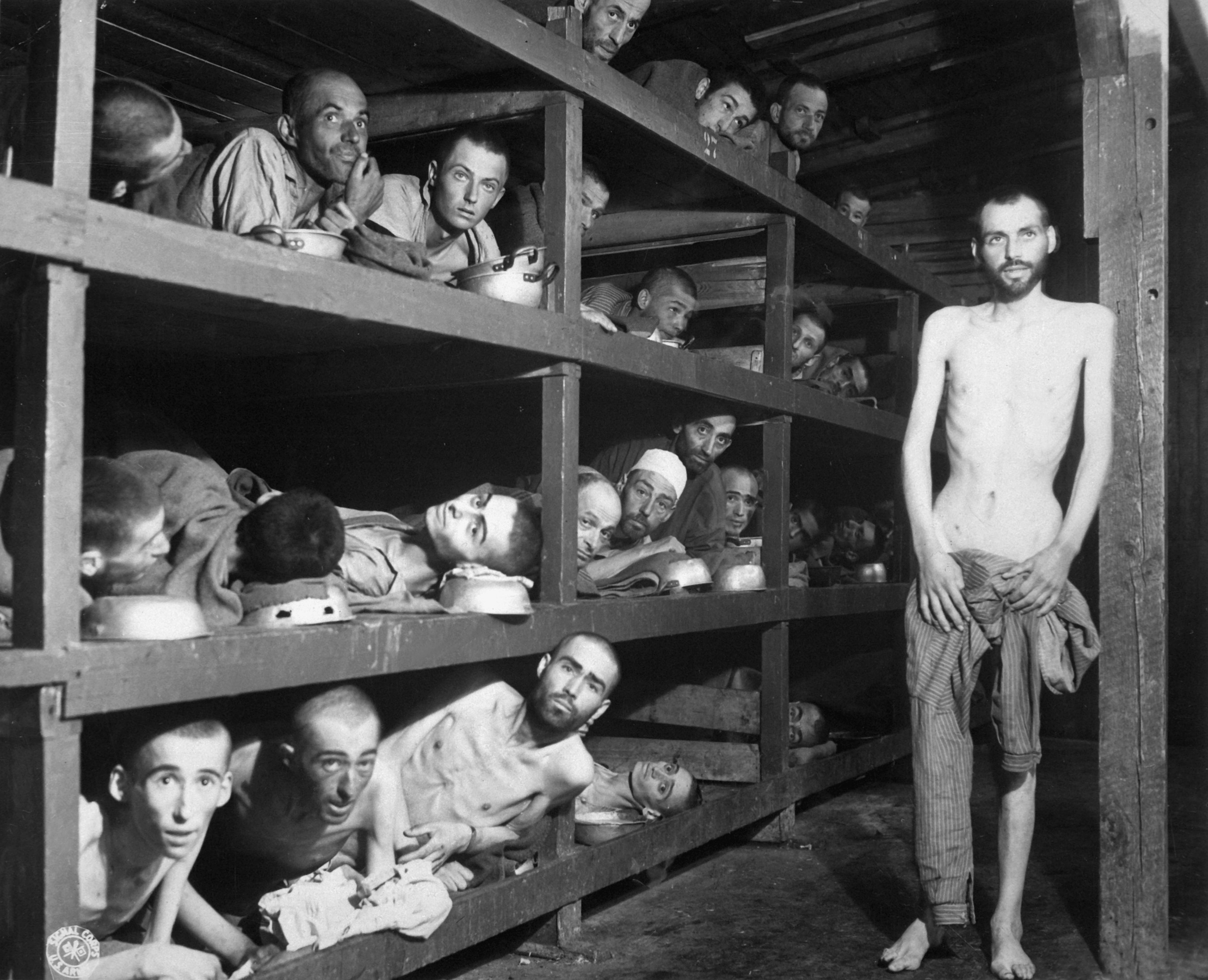
Buchenwald – więźniowie w baraku

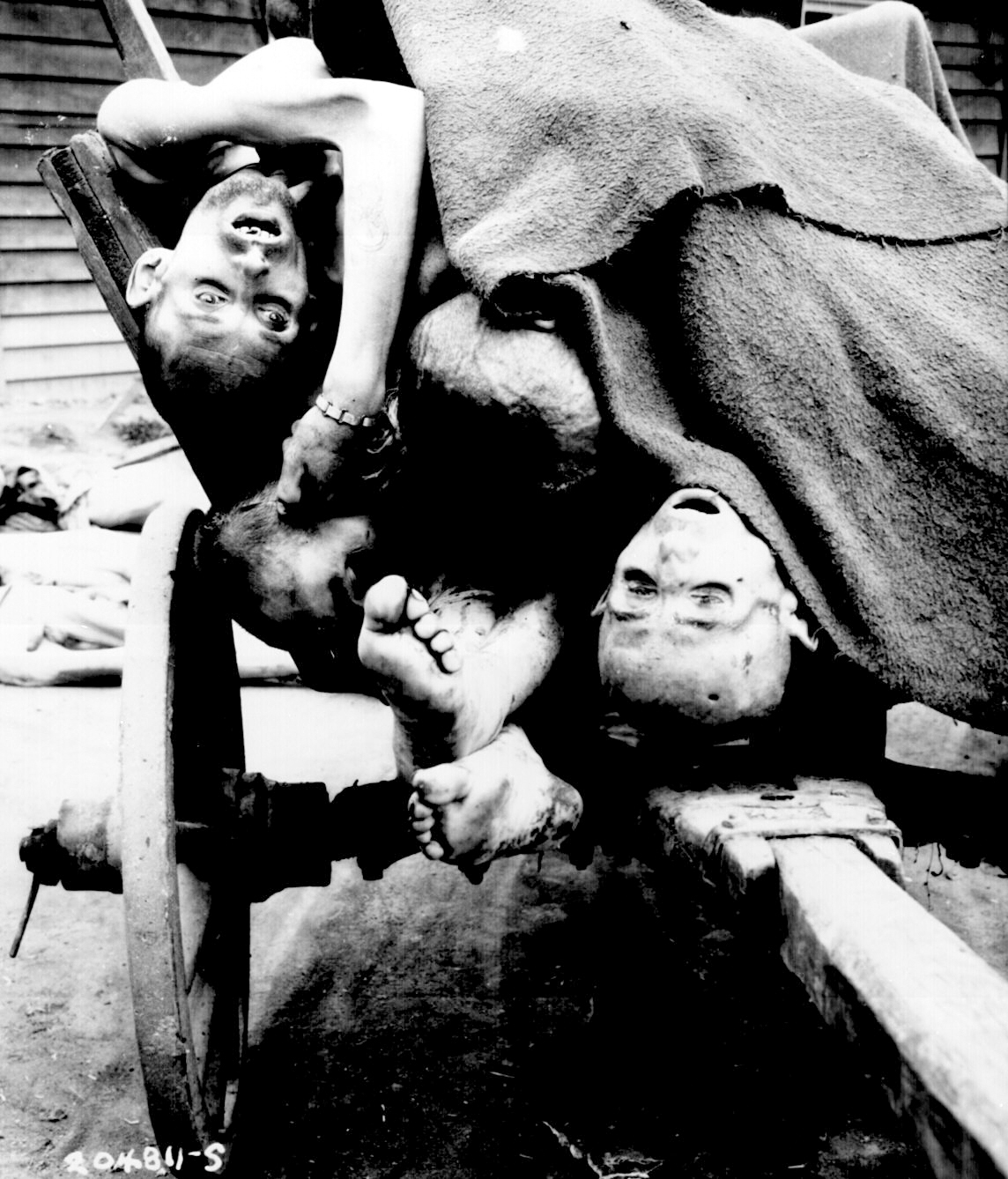
Mauthausen-Gusen – zwłoki więźniów przygotowane do kremacji

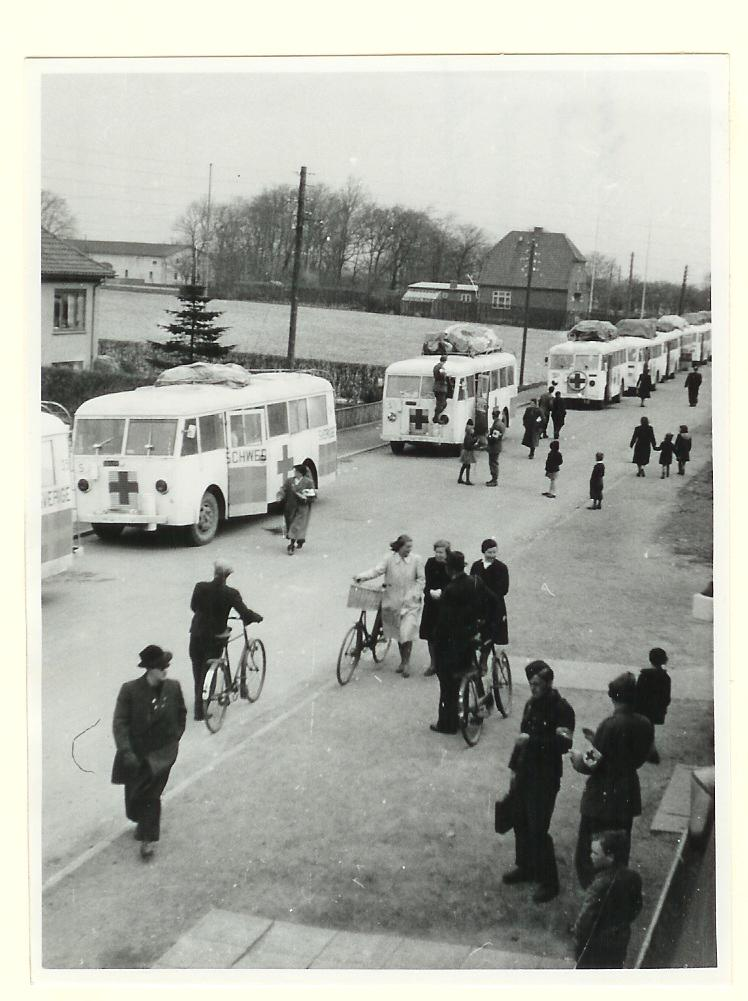
Białe autobusy ze Szwecji i Danii ratowały więźniów obozów w czasie II wojny światowej. Tuż przed wojną Niemiecki Czerwony Krzyż odmówił władzom Szwecji współpracy w badaniu dowodów na łamanie praw człowieka w Niemczech w więzieniach i obozach koncentracyjnych.

## Obozy koncentracyjne w Cesarstwie Niemieckim i Republice Weimarskiej
Pierwsze niemieckie obozy koncentracyjne powstały w Niemieckiej Afryce Południowo-Zachodniej po powstaniu plemion Herero i Nama w 1904 r. W czasie I wojny światowej, w marcu
1915, utworzono pierwsze obozy dla internowanych Polaków – przymusowych robotników we Friedrich-Albrecht-Hütte, należącej do koncernu Kruppa w Barmen i Elberfeld (miasta będące dziś dzielnicami Wuppertalu). W Republice Weimarskiej obozy koncentracyjne powołano w Cottbus-Sielow i podobny w Stargardzie na Pomorzu. Pierwotnie nazywane były obozami dla internowanych, a od 1923 r. obozami koncentracyjnymi. W obozach tych przetrzymywano tzw. osoby niepożądane (głównie bezpaństwowców), a także (internowanych w czasie III Powstania Śląskiego) mieszkańców Górnego Śląska – zarówno powstańców śląskich i polskich działaczy plebiscytowych, jak i niemieckich Ślązaków – zwolenników lewicy z USPD i SPD na czele, do obozu w Stargardzie kierowano Polaków, „Czechosłowaków”, jak i Żydów

## Powstanie i rozwój obozów w III Rzeszy
Pierwsze obozy koncentracyjne zostały zorganizowane w III Rzeszy w 1933 r. na mocy „rozporządzenia wyjątkowego o ochronie narodu i państwa” z dnia 28 lutego 1933 r. Rozporządzenie to umożliwiało m.in. zawieszenie wolności osobistej obywateli posiadających niemieckie obywatelstwo i zezwalało na aresztowanie i osadzanie bez wyroku sądowego na czas nieograniczony wszystkich osób uznawanych za wrogów państwa i narodu niemieckiego. W pewnym sensie sankcjonowało ono praktykę bojówek nazistowskich SA i SS (jeszcze sprzed zdobycia władzy w wyborach w 1933 r.) – tworzenia „prywatnych odosobnień”, w których przetrzymywano siłą osoby niechętne rodzącemu się reżimowi, zwłaszcza działaczy partii opozycyjnych.
Po zdobyciu władzy służyły one przede wszystkim wyniszczeniu opozycji antyhitlerowskiej oraz odizolowaniu ludzi uznanych za groźnych bądź „nieprzydatnych”. 20 marca 1933 r., na podstawie zarządzenia Heinricha Himmlera, zorganizowano w Dachau pierwszy obóz koncentracyjny (niektóre źródła wskazują, że pierwszym niewielkim obozem, założonym 12 marca 1933 r. był obóz Dürrgoy). Jeszcze w roku 1933 SA i SS oraz policja zorganizowały kolejne obozy, m.in. w Oranienburgu, Berlinie (tzw. Columbia-Haus), Królewcu (Quednau), Papenburgu, Esterwegen, Kemna bei Wuppertal, Sonnenburgu, Sachsenburgu, Lichtenburgu. W 1934 r. obozy koncentracyjne podporządkowano SS, a obóz w Dachau stał się obozem wzorcowym. Sztab tych obozów od 1936 r. do końca wojny mieścił się w Oranienburgu. W następnych latach założono obozy w: Sachsenhausen (1936), Buchenwaldzie (1937), Mauthausen (1938), Flossenbürgu (1938) oraz obóz dla kobiet w Ravensbrück (1939). Szacuje się, że jeszcze przed wojną przez obozy niemieckie przeszło 165-170 tysięcy więźniów.
Podczas wojny niemieccy naziści wprowadzili nowe typy obozów, zgodnie z rozszerzeniem ich roli w przeprowadzaniu założeń polityki nazistowskiej oraz konkretnych celów natury gospodarczo-militarnej. Obozy zaczęły służyć jako miejsca przetrzymywania inteligencji państw okupowanych (w szczególności polskiej), kleru (w szczególności katolickiego), osób związanych z ruchem oporu, ofiar ulicznych łapanek oraz jeńców wojennych. W obozach masowo wykorzystywano więźniów do pracy niewolniczej na rzecz niemieckich przedsiębiorstw, w tym przede wszystkim koncernów przemysłu wojennego. Eliminacja ludności Polski miała miejsce w ramach przygotowanego projektu Generalnego Planu Wschodniego, mającego na celu kolonizację ziem słowiańskich. Po 1939 r. znacznie rozbudowano dotychczas istniejące obozy koncentracyjne na terenie przedwojennej III Rzeszy, a w miarę zdobyczy terytorialnych organizowano w okupowanych krajach nowe obozy zagłady. Największymi nowo powstałymi tego typu obozami były: Stutthof (sierpień 1939), Auschwitz (wiosna 1940), Neuengamme (czerwiec 1940), Natzweiler-Struthof (lipiec 1940), Groß-Rosen (1940), Bergen-Belsen (październik 1940), Majdanek (październik 1941), Hertogenbosch (styczeń 1942), Ryga-Kaiserwald (Salaspils – maj 1943), Mittelbau-Dora (koniec 1943). Przy lokalizacji obozów brano pod uwagę m.in. położenie dogodne ze względów transportowych, sąsiedztwo dużych zakładów produkcyjnych lub kamieniołomów w celu wykorzystania pracy niewolniczej więźniów (np. Mittelbau-Dora, Groß-Rosen).
Wraz z atakiem Niemiec na ZSRR specjalne szwadrony rozpoczęły akcję masowych mordów na Żydach, najpierw mężczyznach i chłopcach, potem również kobietach i dzieciach. W obliczu problemów organizacyjnych, wysokich kosztów oraz trudności psychologicznych dla katów związanych z tak licznymi egzekucjami w 1941, a szerzej od 1942 r., wybrane placówki zaczęto przygotowywać pod kątem nowej metody masowej eksterminacji. Instalowano całe systemy komór gazowych i krematoriów, które miały służyć mordowaniu i kremacji tysięcy zwłok dziennie – głównie Żydów. Zgodnie z planem zagłady Żydów (tzw. Endlösung, pol. ostateczne rozwiązanie), którego techniczne szczegóły przyjęto na Konferencji w Wansee, 20 stycznia 1942, w wyselekcjonowanych obozach prowadzono masową zagładę ludności żydowskiej. W obozach Niemcy mordowali również masowo Romów oraz Sinti.
Najwcześniej uruchomiony został obóz zagłady Kulmhof (grudzień 1941) w Kraju Warty. W Generalnym Gubernatorstwie, w ramach Einsatz Reinhardt powstały ośrodki zagłady: Treblinka II (lipiec 1942), Sobibor (marzec 1942) i Belzec (marzec 1942). Na terytorium wcielonym do III Rzeszy przystosowano do tego celu tyły obozu Birkenau.
W miarę zbliżania się wojsk alianckich do granic Rzeszy, Niemcy próbowali zatrzeć ślady funkcjonowania obozów. W szczególności rozbierali i równali z ziemią obozy zagłady, niektóre instalacje wysadzali. Więźniów obozów koncentracyjnych wyprowadzano w marszach śmierci.
W obozach tych więziono około 18 mln osób, z których zginęło 11 mln.
Po wojnie na terenach wielu byłych obozów powstały miejsca pamięci, mauzolea, muzea; prowadzona jest działalność edukacyjna.

## Rodzaje obozów
Niemieckie nazwy obozów bywały różne i często mylące: Konzentrationslager, Arbeitslager, Vernichtungslager, Sonderkommando SS, Zwangsarbeitslager, Aufenthaltslager, Durchgangslager, Transitlager, Schutzhaftlager, Familienlager, Internierungslager itp.
W czasie wojny obozy organizacyjnie podlegały:
- Głównemu Urzędowi Bezpieczeństwa Rzeszy (RSHA-Reichssicherheitshauptamt),
- Głównemu Urzędowi Gospodarki i Administracji SS (SS-WVHA-Wirtschaftsverwaltungshauptamt),
- Inspektorowi Obozów Koncentracyjnych (Fuhrungs- und Aufsichtshauptamt – Inspektion der Konzentrationslager), który od 3 marca 1942 r. wszedł w skład SS-WVHA jako Amtsgruppe D. Konzentrationslager.

Z obozami koncentracyjnymi (Konzentrationslager, Schutzhaft- und Konzentrationslager) były złączone ich podobozy (Nebenlager, Außenlager) i oddziały robocze (Außenkommando).
Przy pomocy obozów III Rzesza prowadziła kilka różniących się polityk niewolniczych i eksterminacyjnych. Prawdziwe przeznaczenie obozów bywało kryte pod eufemistycznymi nazwami, które pozwalały ukryć przed światową opinią publiczną, a poniekąd przed samymi Niemcami, realne znaczenie placówek obozowych. Sieć obozów niemieckich tworzyło kilka podstawowych rodzajów obozów, których jednak precyzyjne rozgraniczenie bywało w praktyce płynne:
Obozy koncentracyjne i pochodne:
- Obozy koncentracyjne (niem. Konzentrationslager, KL) – podstawowe placówki całego systemu, z podobozami i oddziałami roboczymi. Klasycznymi przykładami są: Dachau, Mauthausen-Gusen, Stutthof;
- Obozy pracy przymusowej (niem. Arbeitslager) – powstawały na ogół najpierw jako komanda zewnętrzne. Stanowiły obozy pracy, najczęściej w przemyśle zbrojeniowym, kamieniołomach i kopalniach, były powiązane z dużymi obozami koncentracyjnymi. Zobacz np. zespół obozów projektu Arbeitslager Riese;
- Obozy jenieckie (niem. Kriegsgefangenenlager) – dla jeńców wojennych, tzw. również oflagi i stalagi;
- więzienia policyjne – np. Fort VII w Poznaniu, Pawiak w Warszawie, Radogoszcz w Łodzi;
- obozy germanizacyjne – dla dzieci i młodzieży, np. tzw. Kinder-KL w Łodzi;
- obozy przesiedleńcze i przejściowe – przeznaczone dla cywilnych osób internowanych oraz zakładników, w ostatnich latach wojny pełniły również funkcję obozów zbiorczych w rozwiniętej logistyce transportów ludzi do docelowych obozów i ośrodków zagłady np. obóz przesiedleńczy w Konstantynowie.

Obozy zagłady:
- Obozy zagłady (niem. Vernichtungslager) – ośrodki i obozy zagłady, w których dokonywano ludobójstwa, głównie Żydów (Holokaust), od końca 1941 r. w komorach gazowych za pomocą gazu cyklon B lub spalin. W sumie wymordowano w takich obozach ponad 2,5 mln osób. Najważniejszymi były: Birkenau, Kulmhof, Treblinka, Sobibor i Belzec. Ostatnie trzy nosiły oficjalną nazwę SS-Sonderkommando (pol. Specjalne komanda SS).

## Struktura obozów
Przy dużej różnorodności obozów, można wyodrębnić niektóre cechy stałe, które były odtwarzane w większości placówek, wedle modelowych założeń przyjętych przy budowach KL Dachau i KL Sachsenhausen. Przestrzeń obozowa była podzielona na cztery strefy.
- Pierwsza strefa to baraki więźniarskie. Ogrodzone drutem kolczastym, pod napięciem, czasem (np. w Sobiborze) nawet polem minowym. Nieopodal znajdowały się na ogół sanitariaty. Baraki były wyposażone w dwu- i trzypiętrowe trzyosobowe prycze (o szerokości rzadko przekraczającej jeden metr). W obrębie strefy baraków istniały często sektory oddzielone drutami, za którymi przetrzymywano specjalne grupy więźniów (np. rodzinny obóz cygański w Birkenau, obóz dla Żydówek w Ravensbrück, baraki dla więźniów Nacht und Nebel w Natzweiler-Struthof). Po zewnętrznej stronie drutów stały wieżyczki wartownicze. Między barakami na ogół istniała przestrzeń wykorzystywana jako plac apeli.
- Druga strefa to niektóre instytucje specjalne w obrębie obozów: lazarety, komory gazowe, krematoria, sale przesłuchań, izby i ściany egzekucji. Miejsca te były rozrzucone po całym obozie. Jedynie komory gazowe i krematoria były na ogół umieszczane na uboczu.
- Trzecia strefa to przestrzeń robocza, w której każdy Konzentrationslager ujawniał swe oblicze jako Arbeitslager. Najpierw były to miejsca pracy komand zewnętrznych, pracujących na rzecz obozu, następnie stawały się to miejsca niewolniczej pracy na rzecz niemieckich przedsiębiorstw i niemieckiego wysiłku wojennego. Z czasem niektóre strefy robocze na tyle się rozbudowały, że dawało to okazję do utworzenia podobozów.
- Czwarta strefa to administracja, kantyna i baraki SS, domek komendanta itp.

Cechy te nie były zachowane w ośrodkach zagłady, które nie pełniły funkcji obozowych (Kulmhof, Belzec, Sobibor, Treblinka II). W tych miejscach przestrzeń można podzielić na cztery inne strefy.
- Pierwsza strefa stanowiła swoistą ścieżkę skazanych na zagładę: strefę przybycia (rampę, plac), rozbieralnię, zakamuflowane komory gazowe. W tej strefie sortowano również mienie pozostawione przez ofiary i przygotowywano wywózkę tego mienia do Rzeszy.
- Druga strefa to doły grzebalne, później paleniska obsługiwane przez nielicznych więźniów.
- Trzecia strefa to baraki dla więźniów obsługujących proces zagłady – przy czym z reguły więźniowie sortujący mienie pozostawione przez ofiary byli odseparowani od więźniów palących zwłoki.
- Czwarta strefa to administracja, kantyna i baraki SS, domek komendanta itp.

## Lista obozów i ośrodków zagłady
Według Biuletynu Komisji do Badania Zbrodni Niemieckich w Polsce obozów niewolniczych było 435. Niektóre, jak np. Stutthof, składały się z sieci kilku do ponad stu zakładów (Danuta Drywa). Tereny wojewódzkie:
- Białystok 14
- Bydgoszcz 37
- Gdańsk ponad 100
- Kielce 53
- Kraków 53
- Lublin 39
- Łódź 39
- Poznań 63
- Rzeszów 33
- Śląsk i Dąbrowa (kopalnie) 36
- Warszawa 66

razem 435

### Lista alfabetyczna ważniejszych obozów
Dodając nowy obóz, zapoznaj się z zaleceniami edycyjnymi
- Auschwitz-Birkenau
- Bad Sulza
- Belzec
- Bergen-Belsen
- Buchenwald
- Dachau
- Esterwegen
- Flossenbürg
- Fuhlsbüttel
- Gross-Rosen
- Hertogenbosch
- Hinzert
- Hohenbruch
- Kaiserwald
- Kauen
- Klooga
- Kulmhof
- Plaszow
- Lichtenburg
- Majdanek
- Mały Trościeniec
- Mauthausen-Gusen
- Mittelbau-Dora
- Moringen
- Natzweiler-Struthof
- Neuengamme
- Niederhagen-Wewelsburg
- Oranienburg
- Ravensbrück
- Sachsenburg
- Sachsenhausen
- Sobibor
- Stutthof
- Theresienstadt
- Treblinka
- Uckermark
- Vaivara
- Warschau
- Walkenried
- Lerthe

### Główne obozy i ośrodki zagłady

#### według granic przedwojennych
- Niemcy: Bad Sulza, Bergen-Belsen, Buchenwald, Dachau, Esterwegen, Flossenbürg, Fuhlsbüttel, Gross-Rosen, Hinzert, Lichtenburg, Mittelbau-Dora, Moringen, Neuengamme, Niederhagen-Wewelsburg, Oranienburg, Ravensbrück, Sachsenburg, Sachsenhausen
- Wolne Miasto Gdańsk: Stutthof
- Polska: Auschwitz-Birkenau, Belzec, Kulmhof, Majdanek, Plaszow, Sobibor, Treblinka, Warschau
- Litwa: Kauen
- Łotwa: Kaiserwald
- Estonia: Vaivara
- Czechosłowacja: Theresienstadt
- Austria: Mauthausen-Gusen
- Francja: Natzweiler-Struthof
- Holandia: Hertogenbosch
- ZSRR: Mały Trościeniec

#### według granic z czasu wojny
- Niemcy (III Rzesza): Auschwitz-Birkenau, Bad Sulza, Bergen-Belsen, Buchenwald, Dachau, Esterwegen, Flossenbürg, Fuhlsbüttel, Gross-Rosen, Hinzert, Kulmhof, Lichtenburg, Mauthausen-Gusen, Mittelbau-Dora, Moringen, Natzweiler-Struthof, Neuengamme, Niederhagen-Wewelsburg, Oranienburg, Ravensbrück, Sachsenburg, Sachsenhausen, Stutthof
- Generalne Gubernatorstwo: Majdanek, Treblinka, Sobibor, Belzec, Plaszow, KL Warschau
- Komisariat Rzeszy Wschód: Kaiserwald, Kauen, Mały Trościeniec, Vaivara, Kołdyczewo
- Protektorat Czech i Moraw: Theresienstadt
- Holandia: Hertogenbosch

#### według dzisiejszych granic
- Niemcy: Bad Sulza, Bergen-Belsen, Buchenwald, Dachau, Esterwegen, Flossenbürg, Fuhlsbüttel, Hinzert, Lichtenburg, Mittelbau-Dora, Moringen, Neuengamme, Niederhagen-Wewelsburg, Oranienburg, Ravensbrück, Sachsenburg, Sachsenhausen
- Polska: Auschwitz-Birkenau, Belzec, Gross-Rosen, Kulmhof, Majdanek, Plaszow, Sobibor, Stutthof, Treblinka, Warschau
- Litwa: Kauen
- Łotwa: Kaiserwald
- Estonia: Vaivara
- Czechy: Theresienstadt
- Austria: Mauthausen-Gusen
- Francja: Natzweiler-Struthof
- Holandia: Hertogenbosch
- Białoruś: Mały Trościeniec, Kołdyczewo

## Podstawowa chronologia
1933
- 30 stycznia: Marszałek Paul von Hindenburg, prezydent Rzeszy, powołuje Adolfa Hitlera na kanclerza.
- 4 lutego: Dekret prezydencki o „ochronie narodu niemieckiego” ograniczający wolności religijne, wolność głoszenia poglądów i organizowania zebrań.
- 8 marca: Minister spraw wewnętrznych Rzeszy, Wilhelm Frick, zapowiada zakładanie obozów koncentracyjnych.
- 22 marca: Oficjalne otwarcie KL Dachau.
- 1 kwietnia: początek bojkotów żydowskich sklepów.
- Od 10 kwietnia do 28 czerwca: Ogłoszenie zakazu działalności Świadków Jehowy w poszczególnych krajach związkowych.
- 21–26 czerwca: „Krwawy tydzień” – 91 osób, głównie z opozycji politycznej (partie lewicowe), zostaje zamordowanych przez bojówki SA i SS.
- 14 lipca: Zakaz funkcjonowania partii politycznych, jedyną partią pozostaje NSDAP. Dekret o nacjonalizacji mienia wrogów narodu niemieckiego.

1934
- Lipiec: Reinhard Heydrich poddaje cenzurze prewencyjnej wszystkie publikacje dotyczące obozów.
- 2 sierpnia: Śmierć Hindenburga. Hitler staje się „Führerem i Kanclerzem Rzeszy”.
- 13 września: Po protestach dyplomatycznych, zwłaszcza ze strony Stanów Zjednoczonych, część dekretów przeciwko Świadkom Jehowy zostaje zawieszona.

1935
- Styczeń: Wolfgang Langhoff, publikuje w Szwajcarii po niemiecku książkę opisującą 13 miesięcy pobytu w niemieckich obozach koncentracyjnych.
- 16 marca: Służba wojskowa znowu staje się obowiązkowa. Unikający służby z powodów sumienia oraz Świadkowie Jehowy są wysyłani masowo do obozów.
- 1 kwietnia: Dekretem ministra spraw wewnętrznych organizacja Świadków Jehowy zostaje rozwiązana w III Rzeszy ustawą ogólnokrajową, a od 13 lipca ich mienie podlega konfiskacie.
- Lato: bojkoty i wzrost brutalności antysemickiej.
- 15 maja: Członkowie SA zostają skazani na więzienie za złe praktyki względem więźniów KL Hohnstein. Kilka miesięcy później wszystkich tych SA ogarnia amnestia.
- 17 sierpnia: Zamknięcie wszystkich lóż wolnomularskich.
- 15 września: Reichstag przyjmuje jednomyślnie Ustawy norymberskie: prawo o „ochronie krwi i honoru narodu niemieckiego” i prawo o „obywatelstwie Rzeszy”. Żydzi zostają pozbawieni obywatelstwa.
- 18 października: Prawo o ochronie zdrowia dziedzicznego Narodu niemieckiego. Kampania propagandy przeciwko „istnieniom, które nie warto, by żyły”.

1936
- 6 czerwca: Rozporządzenie ministra spraw wewnętrznych przeciwko „cygańskiej pladze”.
- 16 czerwca: Utworzenie w Marzahn pod Berlinem pierwszego obozu dla Romów.

1937
- 12 czerwca: Tajne rozporządzenie Reinharda Heydricha rozkazujące utrzymanie w odosobnieniu więźniów żydowskich po ukończeniu czasu, na który zostali skazani.
- 5 sierpnia: Rozporządzenie Gestapo, rozkazujące zatrzymywanie i umieszczanie w obozach Świadków Jehowy i osób odmawiających służby wojskowej w przypadku, gdyby sądy przyznały im do tego prawo, lub z chwilą, gdy odsiedzieli zasądzony wyrok.
- Grudzień: Lichtenburg staje się obozem dla kobiet.

1938
- 26 stycznia: Rozporządzenie Heinricha Himmlera nakazujące Gestapo zatrzymywać „unikających pracy”.
- 12–13 marca: Anschluss. Początek internowania opozycji politycznej i elit żydowskich w Austrii.
- 3 maja: początek budowy KL Flossenbürg.
- 1 czerwca: początek budowy KL Mauthausen-Gusen. Reinhard Heydrich rozkazuje policji kryminalnej (Kripo) zatrzymywanie „elementów aspołecznych” (żebraków, Romów, włóczęgi, prostytutki i sutenerów) oraz umieszczanie ich w obozach.
- 8 sierpnia: pierwsi więźniowie przybywają do KL Mauthausen-Gusen.
- Jesień: Początek budowy KL Ravensbrück przez komando z Sachsenhausen.
- 1 października: W zaanektowanym Kraju Sudetów wielka obława na polityczną opozycję. Zatrzymani lądują w obozach.
- 14 października: Hermann Göring ogłasza „arianizację dóbr żydowskich” i umieszczenie Żydów w obozach.
- 28 października: 17 000 Żydów polskich zostaje wyrzucone z Rzeszy.
- 8 grudnia: Dekret Himmlera o „pladze cygańskiej” nakazujący identyfikację i stworzenie spisu Sinti i Romów.

1939
- 30 stycznia: Adolf Hitler w przemówieniu przed Reichstagiem, zapowiada „wyniszczenie żydowskiej rasy w Europie w przypadku wybuchu konfliktu ogólnoeuropejskiego”.
- 9 sierpnia: Według szacunków Niemieckiej Partii Wolności (Deutsche Freiheitspartei), od 1933 do sierpnia 1939 w niemieckich obozach koncentracyjnych zmarło przeszło 98 tys. ludzi, z czego ok. 10% Żydów[7].
- 31 sierpnia: Śmiertelne ofiary Sachsenhausen, przebrane w polskie mundury wojskowe, są użyte w gliwickiej prowokacji, co było pretekstem inwazji na Polskę co rozpoczęło II wojnę światową.
- Październik: Hitler podpisuje dekret zezwalający na „uśmiercenie śmiercią miłosierną chorych uznanych za nieuleczalnych”. Utworzenie „obozu cygańskiego” w Leopoldskron.
- 4/5 września: Powstanie pierwszego na terenie II  RP – niemieckiego „przejściowego obozu koncentracyjnego” w halach przędzalni „C.G.SCHÖN” w Sosnowcu. Obsługa obozu - SS Sonderkommando Sosnowitz. Więźniowie :Żydzi z Polski, Czech, Słowacji, Węgier, Rumunii, a także więźniowie polityczni z Zagłębia Dąbrowskiego, Górnego Śląska i rejencji opolskiej. Po okrutnych torturach podczas przesłuchań docelowo więźniów transportowano do obozów w: Dachau, Ravensbrück, Mauthausen-Gusen, a później do Auschwitz.
- 15 września: pierwszy więzień (niemiecki Świadek Jehowy) rozstrzelany w Sachsenhausen za odmowę pełnienia służby wojskowej podczas II wojny światowej.
- 15 listopada: Początek deportacji z Kraju Warty do Generalnego Gubernatorstwa 800 000 Polaków i 100 000 Żydów.
- 17–19 grudnia: Pierwsze uśmiercanie gazem 540 chorych umysłowo w szpitalach w okupowanej Polsce w Kochanówku koło Łodzi, przy pomocy spalin samochodów ciężarowych (inne dane mówią o marcu 1940 r.).

1940
- Styczeń: Testy metod eutanazji w Brandenburgii, wybór gazu spalinowego.
- 21 lutego: Heinrich Himmler podejmuje decyzję o utworzeniu w Auschwitz obozu kwarantanny dla Polaków ze Śląska i Generalnego Gubernatorstwa.
- 1 kwietnia: Umowa między Himmlerem i Ahnerbe Stiftung na podjęcie w obozach badań anatomicznych i genetycznych nad rasami.
- 30 kwietnia – 1 maja: Ghetto Litzmannstadt (Łódź) zostaje zamknięte.
- 4 maja: Rudolf Höss, zastępca komendanta w Sachsenhausen, obejmuje komendanturę KL Auschwitz.
- 30 maja: Początek Akcji Franka mającej na celu „fizyczne wykończenie intelektualnych elit Polski przez masowe aresztowania i zamykania w obozach”.
- 14 czerwca: Pierwszy transport (Polaków) do Auschwitz (728 więźniów).
- Lato: tworzenie pierwszych obozów koncentracyjnych i tranzytowych na terytorium Francji i Belgii.
- Październik: Rząd Vichy podejmuje decyzję o internowaniu „obcokrajowców rasy żydowskiej”.
- 22–23 października: „Aktion Bürckel”: deportacja 7700 Żydów z Badenii, Saary i Alzacji do wolnej, południowej Francji, gdzie zostają internowani. Los ten spotka ok. 25 000 Żydów niemieckich.
- 3 listopada: Żółta gwiazda Dawida staje się obowiązkowa dla Żydów w Generalnym Gubernatorstwie.
- 15 listopada: SS zamyka warszawskie getto.

1941
- Marzec: Początek badań nad masową sterylizacją kobiet „niegodnych macierzyństwa”. Badania prowadzone na więźniach, m.in. w Ravensbrück i Auschwitz.
- 20 marca: Zamknięcie getta w Krakowie.
- 22 maja: Z rozkazu Himmlera departament zdrowia Luftwaffe dostaje zgodę na prowadzenie doświadczeń na więźniach w obozach.
- 6 czerwca: „Dekret o komisarzach” oznacza systematyczną egzekucję każdego komisarza Armii Czerwonej.
- 22 czerwca: Wehrmacht rozpoczyna operację Barbarossa – atak na Związek Radziecki. Einsatzgruppen rozpoczynają mordowanie komunistów, Żydów, partyzantów i Romów na terenach zdobytych w Związku Radzieckim.
- 31 lipca: Hermann Göring upoważnia Reinharda Heydricha by zajął się ostatecznym rozwiązaniem kwestii żydowskiej.
- Sierpień: Heinrich Himmler wybiera komory gazowe, jako najskuteczniejszą z metod masowej eksterminacji.
- 24 sierpnia: Oficjalne zawieszenie metod eutanazji w Rzeszy: w latach 1940–1941 uśmiercono ponad 70 000 chorych dorosłych i ok. 5000 dzieci. W praktyce eutanazja jest dalej stosowana w obozach.
- Przełom sierpnia i września: Pierwsze próby uśmiercania masowego przy pomocy cyklonu B, wykonane na jeńcach sowieckich w Auschwitz.
- 29–30 września: SS morduje 33 700 Żydów w Babim Jarze pod Kijowem.
- 18 października: Heinrich Himmler zabrania emigrowania Żydom poza Europę.
- Listopad: Pierwsze próby gazowania spalinami w ciężarówkach w Sachsenhausen i w Kulmhof.
- Grudzień: Program BBC ujawniający eksterminację Żydów przez Trzecią Rzeszę.
- 8 grudnia: Początek masowej eksterminacji Żydów i Romów w Kulmhof

1942
- 20 stycznia: Konferencja w Wannsee pod przewodnictwem R. Heydricha postanawia wdrożyć „ostateczne rozwiązanie kwestii żydowskiej”. Realizacją ma się zająć Adolf Eichmann.
- 27 marca: Pierwszy transport z Francji do Auschwitz. W sumie 75 721 francuskich Żydów zostało wysłanych do obozów zagłady, wśród nich 11 000 dzieci.
- 7 maja: Uruchomienie obozu zagłady Sobibor.
- 23 lipca: Pierwszy transport Żydów z warszawskiego getta przyjeżdża do Treblinki.
- Lato: Wielkie deportacje do obozów zagłady Żydów z Chorwacji, Antwerpii, Francji itd.
- 5 października: Heinrich Himmler rozkazuje deportować wszystkich Żydów z obozów w Rzeszy do Auschwitz-Birkenau i innych obozów zagłady w Generalnym Gubernatorstwie.
- 16 grudnia: Dekret Himmlera nakazuje deportację Romów do Auschwitz-Birkenau.

1943
- 23 lutego: Wprowadzenie w Auschwitz polityki tatuaży.
- 26 lutego: Pierwszy transport Romów do Auschwitz-Birkenau.
- Luty: Po wizycie w Treblince, Heinrich Himmler rozkazuje odkopanie grobów zbiorowych i spopielenie zwłok.
- Marzec-kwiecień: Likwidacja wielkich gett (m.in. w Krakowie, Lwowie, Białymstoku, Wilnie, Mińsku oraz Warszawie).

1944
- Kwiecień-maj: Po zajęciu Węgier, pierwsze transporty Żydów węgierskich (435 000 osób) zostają wysłane do Auschwitz-Birkenau.
- 28 czerwca: Armia Czerwona wyzwala pierwszy obóz: KL Vaivara.
- 3 listopada: Ostatni transport Żydów dociera do Auschwitz.
- 26 listopada: Heinrich Himmler rozkazuje zniszczenie krematoriów Auschwitz-Birkenau.

1945
- Zima-wiosna: marsze śmierci wyruszają z większości obozów przed zbliżającym się frontem.
- 15 stycznia: KL Plaszow zostaje wyzwolony przez Armię Czerwoną.
- 27 stycznia: Armia Czerwona wkracza do Auschwitz-Birkenau.
- 13 kwietnia: SS opuszcza Bergen-Belsen.
- 29 kwietnia: Ostatnia akcja gazowania w Mauthausen.
- 30 kwietnia: Samobójstwo Adolfa Hitlera
- 8 maja: Kapitulacja III Rzeszy
- 23 maja: Samobójstwo Heinricha Himmlera.
- 20 listopada: Początek prac Międzynarodowego Trybunału Wojskowego w Norymberdze.